# Letnie Mistrzostwa Świata Juniorów w Narciarstwie Alpejskim 2018
29. Letnie Mistrzostwa Świata Juniorów w Narciarstwie Alpejskim odbyły się w dniach 30 lipca – 4 sierpnia 2018 we włoskim kurorcie Montecampione. Były to ósme w historii mistrzostwa rozgrywane we Włoszech.

## Wyniki kobiet

### Gigant
- Data: 31 lipca 2018

| Pozycja | Zawodniczka           | Narodowość | Wynik | Strata |
| ------- | --------------------- | ---------- | ----- | ------ |
| złoto   | Chisaki Maeda         | Japonia    | 50,90 |        |
| srebro  | Kristin Hetfleisch    | Austria    | 51,19 | + 0,29 |
| brąz    | Marino Maeda          | Japonia    | 51,32 | + 0,42 |
| 4.      | Karolina Rasovska     | Czechy     | 51,67 | + 0,77 |
| 5.      | Minori Tamura         | Japonia    | 51,88 | + 0,98 |
| 6.      | Nikola Fricova        | Słowacja   | 53,44 | + 2,54 |
| 7.      | Ambra Gasperi         | Włochy     | 53,69 | + 2,79 |
| 8.      | Alena Vesela          | Czechy     | 53,76 | + 2,86 |
| 9.      | Sarka Abrahamova      | Czechy     | 53,89 | + 2,99 |
| 10.     | Margherita Mazzoncini | Włochy     | 54,07 | + 3,17 |

### Slalom
- Data: 1 sierpnia 2018

| Pozycja | Zawodniczka        | Narodowość | Wynik   | Strata    |
| ------- | ------------------ | ---------- | ------- | --------- |
| złoto   | Chisaki Maeda      | Japonia    | 59.39   |           |
| srebro  | Minori Tamura      | Japonia    | 59.49   | + 0.10    |
| brąz    | Marino Maeda       | Japonia    | 59.73   | + 0.34    |
| 4.      | Kristin Hetfleisch | Austria    | 59.79   | + 0.40    |
| 5.      | Lisa Wusits        | Austria    | 1:01.51 | + 2.12    |
| 6.      | Ambra Gasperi      | Włochy     | 1:05.49 | + 6.10    |
| 7.      | Nikola Fricova     | Słowacja   | 1:16.78 | + 17.39   |
| 8.      | Chiara Milesi      | Włochy     | 1:50.25 | + 50.86   |
| 9.      | Federica Milesi    | Włochy     | 2:05.60 | + 1:06.21 |
| 10.     |                    |            |         |           |

### Superkombinacja
- Data: 2 sierpnia 2018

| Pozycja | Zawodniczka        | Narodowość | Wynik   | Strata  |
| ------- | ------------------ | ---------- | ------- | ------- |
| złoto   | Chisaki Maeda      | Japonia    | 54.80   |         |
| srebro  | Kristin Hetfleisch | Austria    | 55.01   | + 0.21  |
| srebro  | Minori Tamura      | Japonia    | 55.01   | + 0.21  |
| 4.      | Marino Maeda       | Japonia    | 55.35   | + 0.55  |
| 5.      | Lisa Wusits        | Austria    | 56.01   | + 1.21  |
| 6.      | Alena Vesela       | Czechy     | 56.81   | + 2.01  |
| 7.      | Nikola Fricova     | Słowacja   | 57.17   | + 2.37  |
| 8.      | Ambra Gasperi      | Włochy     | 58.83   | + 4.03  |
| 9.      | Lisa Giacobini     | Austria    | 1:05.00 | + 10.20 |
| 10.     | Chiara Milesi      | Włochy     | 1:09.71 | +14.91  |

### Supergigant
- Data: 3 sierpnia 2018

| Pozycja | Zawodniczka           | Narodowość | Wynik | Strata |
| ------- | --------------------- | ---------- | ----- | ------ |
| złoto   | Chisaki Maeda         | Japonia    | 26.41 |        |
| srebro  | Marino Maeda          | Japonia    | 26.95 | + 0.54 |
| brąz    | Kristin Hetfleisch    | Austria    | 27.11 | + 0.70 |
| 4.      | Minori Tamura         | Japonia    | 27.21 | + 0.80 |
| 5.      | Lisa Wusits           | Austria    | 27.26 | + 0.85 |
| 6.      | Ambra Gasperi         | Włochy     | 27.53 | + 1.12 |
| 7.      | Nikola Fricova        | Słowacja   | 27.89 | + 1.48 |
| 8.      | Sarka Abrahamova      | Czechy     | 27.98 | + 1.57 |
| 9.      | Margherita Mazzoncini | Włochy     | 28.23 | + 1.82 |
| 10.     | Alena Vesela          | Czechy     | 28.30 | + 1.89 |

## Wyniki mężczyzn

### Gigant
- Data: 31 lipca 2018

| Pozycja | Zawodnik            | Narodowość | Wynik | Strata |
| ------- | ------------------- | ---------- | ----- | ------ |
| złoto   | Martin Barták       | Czechy     | 51,21 |        |
| srebro  | Roland Schlögl      | Austria    | 52,59 | + 1,38 |
| brąz    | Jonas Köhler        | Niemcy     | 52,80 | + 1,59 |
| 4.      | Filippo Zamboni     | Włochy     | 52,81 | + 1,60 |
| 5.      | Nicolo Schiavetti   | Włochy     | 53,03 | + 1,82 |
| 6.      | Daniele Buio        | Włochy     | 53.24 | + 2,03 |
| 7.      | Vaclav Macat        | Czechy     | 53.35 | + 2.14 |
| 8.      | Vito Schaniel       | Szwajcaria | 53.75 | + 2.54 |
| 9.      | Marco Combi         | Włochy     | 54.17 | + 2.96 |
| 10.     | Jan Luca Zimmermann | Niemcy     | 54.23 | + 3.02 |

### Slalom
- Data: 1 sierpnia 2018

| Pozycja | Zawodnik        | Narodowość | Wynik   | Strata |
| ------- | --------------- | ---------- | ------- | ------ |
| złoto   | Martin Barták   | Czechy     | 59.56   |        |
| srebro  | Davide Saviane  | Włochy     | 1:01.03 | + 1.47 |
| brąz    | Daniele Buio    | Włochy     | 1:01.75 | + 2.19 |
| 4.      | Filippo Zamboni | Włochy     | 1:01.77 | + 2.21 |
| 5.      | Alex Janoska    | Słowacja   | 1:01.80 | + 2.24 |
| 6.      | Elias Herrmann  | Niemcy     | 1:03.55 | + 3.99 |
| 7.      | Vito Schaniel   | Szwajcaria | 1:03.79 | + 4.23 |
| 8.      | Jan Kasicky     | Czechy     | 1:05.81 | + 6.25 |
| 9.      | Tim Fülöp       | Austria    | 1:05.93 | + 6.37 |
| 10.     | Marco Milesi    | Włochy     | 1:05.94 | + 6.38 |

### Superkombinacja
- Data: 2 sierpnia 2018

| Pozycja | Zawodnik        | Narodowość | Wynik | Strata |
| ------- | --------------- | ---------- | ----- | ------ |
| złoto   | Martin Barták   | Czechy     | 51.75 |        |
| srebro  | Davide Saviane  | Włochy     | 52.75 | + 1.00 |
| brąz    | Roland Schlögl  | Austria    | 53.39 | + 1.64 |
| 4.      | Vaclav Macat    | Czechy     | 53.68 | + 1.93 |
| 5.      | Filippo Zamboni | Włochy     | 53.92 | + 2.17 |
| 6.      | Jan Borak       | Czechy     | 54.02 | + 2.27 |
| 7.      | Jonas Köhler    | Niemcy     | 55.12 | + 3.37 |
| 8.      | Elias Herrmann  | Niemcy     | 55.15 | + 3.40 |
| 9.      | Vito Schaniel   | Szwajcaria | 55.40 | + 3.65 |
| 10.     | Genki Arai      | Japonia    | 55.46 | + 3.71 |

### Supergigant
- Data: 3 sierpnia 2018

| Pozycja | Zawodnik          | Narodowość | Wynik | Strata |
| ------- | ----------------- | ---------- | ----- | ------ |
| złoto   | Martin Barták     | Czechy     | 25.15 |        |
| srebro  | Jan Borak         | Czechy     | 25.96 | + 0.81 |
| brąz    | Davide Saviane    | Włochy     | 25.97 | + 0.82 |
| 4.      | Genki Arai        | Japonia    | 26.03 | + 0.88 |
| 5.      | Vaclav Macat      | Czechy     | 26.06 | + 0.91 |
| 6.      | Roland Schlögl    | Austria    | 26.27 | + 1.12 |
| 7.      | Jonas Köhler      | Niemcy     | 26.33 | + 1.18 |
| 8.      | Filippo Zamboni   | Włochy     | 26.52 | + 1.37 |
| 9.      | Daniele Buio      | Włochy     | 26.64 | + 1.49 |
| 10.     | Nicolo Schiavetti | Włochy     | 26.73 | + 1.58 |